# Sédeilles
Sédeilles är en ort i kommunen Villarzel i kantonen Vaud i Schweiz. Den ligger cirka 34 kilometer nordost om Lausanne. Orten har cirka 243 invånare (2020).
Orten var före den 1 juli 2006 en egen kommun, men inkorporerades då tillsammans med Rossens in i kommunen Villarzel.